# Fernanda Nissen
Petra Gregorine Fernanda Nissen (amb cognom de soltera Thomesen, 15 d'agost del 1862 – 3 d'abril del 1920) fou una periodista, crítica literària i de teatre, política i feminista noruega.(1)

## Primers anys
Fernanda Thomesen nasqué a Sannidal, província de Telemark, filla del cònsol Thomes Thomesen i de Bertha Marthine Olea Deus. Era neboda d'Ole Thomesen.
Estigué casada amb l'editor de diaris i polític Lars Holst del 1882 al 1895, i amb el metge Oscar Egede Nissen del 1895 al 1911. Per la seua germana Sophie, era cunyada del pintor i il·lustrador Erik Werenskiold, i tia de Werner i Dagfin Werenskiold.

## Carrera
Nissen treballà molts anys de mestra, i més tard de periodista: per al Dagbladet en els 1880, i com a crítica literària per al Dagsavisen del 1892 al 1918. Fou presidenta de Fyrstikkarbeidernes fagforening des de la seua creació al 1889. Edità la revista Kvinden al 1909. Treballà com a censora de pel·lícules des del 1913. Pertanyia a una xarxa de dones escriptores i crítiques, al costat de Nini Roll Anker, Hulda Garborg i Sigrid Undset.(1) En la dècada dels 1880 participà activament en el Partit Liberal. Representà el Partit Laborista Noruec en el consell municipal d'Oslo des del 1910. Com a política, presidí el comité de parcs, i treballà per a millorar les condicions de vida dels pobres, especialment dones i xiquets; també en temes d'educació, i l'escola local d'Oslo va ser fundada per la seua iniciativa.
Va morir a Barmen, Alemanya, al 1920. Un carrer del barri Sagene d'Oslo duu el seu nom des del 1923 i un monument en memòria seua és des del 1931 al parc Torshov.(1)